# Gentawangi
Gentawangi is een bestuurslaag in het regentschap Banyumas van de provincie Midden-Java, Indonesië. Gentawangi telt 5522 inwoners (volkstelling 2010).